# Olympische Winterspiele 1968/Bob
Bei den X. Olympischen Winterspielen 1968 in Grenoble fanden zwei Wettbewerbe im Bobfahren statt. Die Bobbahn L’Alpe d’Huez befand sich bei Alpe d’Huez auf dem Col de Poutran, auf einer Höhe von rund 2000 Metern. Sie war 1500 Meter lang, besaß 13 Kurven und überwand eine Höhendifferenz von 140 Metern. Zwar handelte es sich im Prinzip um eine Naturbahn, doch wurden drei direkt der Sonneneinstrahlung ausgesetzte Kurven mit Ammoniak und flüssigem Stickstoff künstlich vereist. Unbeständiges Wetter und Verschiebungen prägten die Rennen.

## Bilanz

### Medaillenspiegel
| Platz | Land           | Gold | Silber | Bronze | Gesamt |
| ----- | -------------- | ---- | ------ | ------ | ------ |
| 1     | Italien        | 2    | –      | –      | 2      |
| 2     | BR Deutschland | –    | 1      | –      | 1      |
| 2     | Österreich     | –    | 1      | –      | 1      |
| 4     | Rumänien       | –    | –      | 1      | 1      |
| 4     | Schweiz        | –    | –      | 1      | 1      |

### Medaillengewinner
| Konkurrenz | Gold                                                               | Silber                                                        | Bronze                                                |
| ---------- | ------------------------------------------------------------------ | ------------------------------------------------------------- | ----------------------------------------------------- |
| Zweierbob  | Eugenio Monti, Luciano De Paolis                                   | Horst Floth, Pepi Bader                                       | Ion Panțuru, Nicolae Neagoe                           |
| Viererbob  | Eugenio Monti, Luciano De Paolis, Roberto Zandonella, Mario Armano | Erwin Thaler, Reinhold Durnthaler, Herbert Gruber, Josef Eder | Jean Wicki, Hans Candrian, Willi Hofmann, Walter Graf |

## Ergebnisse
(alle Zeiten in min)

### Zweierbob
Olympiasieger 1964: GBR I (Anthony Nash / Robin Dixon) / Weltmeister 1967: AUT I (Erwin Thaler / Reinhold Durnthaler)

| Platz | Land | Sportler                                              | 1. Lauf | 2. Lauf | 3. Lauf | 4. Lauf | Gesamt  |
| ----- | ---- | ----------------------------------------------------- | ------- | ------- | ------- | ------- | ------- |
| 1     | ITA  | Italien I: Eugenio Monti, Luciano De Paolis           | 1:10,13 | 1:10,72 | 1:10,64 | 1:10,05 | 4:41,54 |
| 2     | FRG  | Deutschland I: Horst Floth, Pepi Bader                | 1:10,76 | 1:10,43 | 1:10,20 | 1:10,15 | 4:41,54 |
| 3     | ROM  | Rumänien I: Ion Panțuru, Nicolae Neagoe               | 1:10,20 | 1:11,62 | 1:11,31 | 1:11,33 | 4:44,46 |
| 4     | AUT  | Österreich I: Erwin Thaler, Reinhold Durnthaler       | 1:11,27 | 1:11,26 | 1:10,72 | 1:11,88 | 4:45,13 |
| 5     | GBR  | Großbritannien I: Anthony Nash, Robin Dixon           | 1:10,57 | 1:11,60 | 1:11,77 | 1:11,22 | 4:45,16 |
| 6     | USA  | USA I: Paul Lamey, Robert Huscher                     | 1:11,30 | 1:11,54 | 1:11,04 | 1:12,15 | 4:46,03 |
| 7     | FRG  | Deutschland II: Wolfgang Zimmerer, Peter Utzschneider | 1:12,36 | 1:11,94 | 1:10,77 | 1:11,33 | 4:46,40 |
| 8     | AUT  | Österreich II: Max Kaltenberger, Fritz Dinkhauser     | 1:11,34 | 1:12,15 | 1:11,00 | 1:12,14 | 4:46,63 |
| 9     | SUI  | Schweiz I: Jean Wicki, Hans Candrian                  | 1:10,60 | 1:11,72 | 1:12,01 | 1:12,65 | 4:46,98 |
| 10    | SUI  | Schweiz II: René Stadler, Max Forster                 | 1:11,60 | 1:12,74 | 1:12,36 | 1:12,46 | 4:49,16 |

1. und 2. Lauf: 8. Februar 1968
 3. und 4. Lauf: 11. Februar 1968
22 Bobs am Start, davon 20 in der Wertung.
Die für den 7. Februar vorgesehenen ersten beiden Läufe des Zweierbob-Wettbewerbs mussten wegen heftiger Schneefälle und Löchern in der Bahn um einen Tag verschoben werden, die Läufe 3 und 4 um drei Tage auf den 11. Februar. Vertreten waren je zwei Zweierbobs aus elf Ländern, es gab also insgesamt 44 Teilnehmer. Eine Mannschaft wurde disqualifiziert (CAN II), eine weitere gab den Wettkampf auf (Rumänien II). Monti/De Paolis und Floth/Bader hatten nach vier Läufen exakt die gleiche Gesamtzeit. Allerdings erhielten nur die Italiener eine Goldmedaille zugesprochen: Das Reglement schrieb vor, dass bei Zeitgleichheit die beste Einzelleistung maßgebend ist (im letzten Lauf hatten Monti/De Paolis einen neuen Bahnrekord aufgestellt).
Bereits nach den ersten beiden Läufen war das Medaillen-Trio gegeben, aber auf Rang 4 lag GBR I vor Schweiz I, danach folgten AUT I, USA I, AUT II, ITA II und USA II.
Schon nach dem ersten Lauf hatten die Österreicher Thaler/Durnthaler ihre Stärken, einen guten Start, wegen einer möglichen Formschwäche nicht ausspielen können. Nur Monti und Floth blieben praktisch fehlerlos. Ion Panțuru, als einer der Favoriten, vergab seine Goldchance im zweiten Lauf mit einem Fehler im Mittelteil.

### Viererbob
Olympiasieger 1964: CAN I (Victor Emery, Peter Kirby, Douglas Anakin, John Emery) / keine Weltmeisterschaftsergebnisse 1967 (nicht ausgetragen) und 1966 (nach Todesfall abgebrochen), daher letztes Resultat 1965: CAN (Victor Emery, Gerald Presley, Michael Young, Peter Kirby).

| Platz | Land | Sportler                                                                               | 1. Lauf | 2. Lauf | Gesamt  |
| ----- | ---- | -------------------------------------------------------------------------------------- | ------- | ------- | ------- |
| 1     | ITA  | Italien I: Eugenio Monti, Luciano De Paolis, Roberto Zandonella, Mario Armano          | 1:09,84 | 1:07,55 | 2:17,39 |
| 2     | AUT  | Österreich I: Erwin Thaler, Reinhold Durnthaler, Herbert Gruber, Josef Eder            | 1:10,08 | 1:07,40 | 2:17,48 |
| 3     | SUI  | Schweiz I: Jean Wicki, Hans Candrian, Willi Hofmann, Walter Graf                       | 1:10,65 | 1:07,39 | 2:18,04 |
| 4     | ROM  | Rumänien I: Ion Panțuru, Nicolae Neagoe, Petre Hristovici, Gheorghe Maftei             | 1:10,59 | 1:07,55 | 2:18,14 |
| 5     | FRG  | Deutschland I: Horst Floth, Pepi Bader, Willi Schäfer, Frank Lange                     | 1:10,49 | 1:07,84 | 2:18,33 |
| 6     | ITA  | Italien II: Gianfranco Gaspari, Leonardo Cavallini, Giuseppe Rescigno, Andrea Clemente | 1:10,24 | 1:08,12 | 2:18,36 |
| 7     | GBR  | Großbritannien I: Anthony Nash, Guy Renwick, Robin Widdows, Robin Dixon                | 1:10,45 | 1:08,39 | 2:18,84 |
| 8     | FRA  | Frankreich I: Francis Luiggi, André Patey, Gérard Monrazel, Maurice Grether            | 1:10,65 | 1:08,19 | 2:18,84 |
| 9     | FRG  | Deutschland II: Wolfgang Zimmerer, Hans Baumann, Peter Utzschneider, Stefan Gaisreiter | 1:11,12 | 1:08,35 | 2:19,47 |
| 10    | USA  | USA II: Bob Said, David Dunn, Robert Crowley, Phil Duprey                              | 1:11,08 | 1:08,48 | 2:19,56 |
|       |      |                                                                                        |         |         |         |
| 12    | SUI  | Schweiz II: René Stadler, Ernst Schmidt, Hansruedi Müller, Robert Zimmermann           | 1:11,02 | 1:08,81 | 2:19,83 |
| 13    | AUT  | Österreich II: Manfred Hofer, Karl Pichler, Hans Ritzl, Fritz Dinkhauser               | 1:10,90 | 1:09,12 | 2:20,02 |

1. Lauf: 16. Februar 1968, 06:00 Uhr
 2. Lauf: 17. Februar 1968, 06.00 Uhr
Vertreten waren 19 Viererbobs aus elf Ländern mit insgesamt 76 Teilnehmern – alle Bobs kamen in die Wertung.
Dieser Wettbewerb hätte ursprünglich am 14. und 15. Februar ausgetragen werden sollen. Die Jury entschied, nur zwei Läufe durchzuführen und auf die übrigen zu verzichten.
Vor dem ersten Lauf, der um 6 Uhr morgens hätte stattfinden sollen, hatte es geschneit – Soldaten mussten ca. 10 cm Schnee aus der Bahn räumen, die Temperatur war mit Null Grad nicht ideal. Erst um 6.30 Uhr konnten die ersten acht Spurschlitten beginnen, und es gab nach den ersten drei Konkurrenten bereits ein riesiges Loch in der Bahn, just bevor Monti drankam. 20 Minuten lang wurde diese Komplikation mit Eisziegeln und flüssiger Luft repariert. Aber auch nach Monti und dahinter den Einserschlitten von Rumänien und Großbritannien wies die Bahn schon wieder ein riesiges Loch auf.
Letztlich lautete das Klassement Monti vor Thaler, auf Rang 3 war überraschend Italien II platziert. Die Jury entschied sofort nach dem ersten Lauf, dass der zweite Lauf bereits die endgültige Reihung bringen soll, was von den internationalen Wettkampfregeln mit vier vorgesehenen Läufen abwich.
Am zweiten Tag, an dem erstmals winterliche Kälte (−13 °C) herrschte, wollten die Schweizer und Deutschen bewirken, dass es vier Läufe geben sollte, doch die Jury hatte längst ihre Entscheidung gefällt. Vorerst fuhr zwar der österreichische Bob Bestzeit (Wicki war danach noch um 0,01 s schneller, was zugleich den endgültig neuen Bahnrekord bedeutete – insgesamt war Montis Bahnrekord von 1:08,59 Minuten dank der idealen Bedingungen zehnmal unterboten worden), konnte sich aber nur auf 9 Hundertstel Sekunden an Monti heranschieben.
Nach unruhiger Fahrt fiel Österreich II noch von Rang 9 auf 12 zurück. Trotz der frühen Stunde waren 2000 Zuschauer nach Alpe d’Huez gekommen. Thaler sah den Grund der knappen Niederlage darin, dass er beim Start auf Grund einer Bandscheibenverletzung zu viel Zeit verlor.